# Đoạn Oliver
Đoạn Oliver, tên khoa học Tilia oliveri, là một loài thực vật có hoa trong họ Cẩm quỳ. Loài này được Ignaz von Szyszylowicz miêu tả khoa học đầu tiên năm 1890.